# Гаргулинска, Ева
Ева Гаргулинска (пол. Ewa Gargulińska, род. 27 августа 1941, Краков) — польская и британская художница.

## Биография
Родом из краковско-львовской семьи, раннее детство провела в Варшаве. После окончания Второй мировой войны поселилась в Сопоте, а после развода родителей вернулась с матерью в Краков. 
В 17 лет она на три месяца осталась в Париже, где решила сменить направление обучения: вместо французской филологии изучать живопись. После окончания средней школы она год училась в Академии изящных искусств в Кракове, а затем перевелась в Академию изящных искусств в Варшаве. Училась под руководством проф. Генриха Томашевского, выдающегося живописца, ведущего автора плакатов (в то время считалось, что плакат стал новым футуристическим видом искусства, превосходящим по изобретательности традиционную пластику). 
В 1966 году Гаргулинска получила степень магистра искусств, её работы этого периода участвовали в выставке молодых талантов, проходившей в галерее Foksal в Варшаве. В 1971 году её работы экспонировались на групповой выставке ICA в Лондоне, а через год она уехала оттуда, чтобы работать сценографом и дизайнером тканей. В 1973 году её виза истекла, и она была вынуждена вернуться в Варшаву, однако после неприятного инцидента с внутренними службами решила навсегда покинуть Польшу. Друг помог ей пересечь границу, после чего она осталась в Гамбурге в ожидании английской визы. Там Гаргулинска продала несколько своих картин и кинопостеров, созданных ею на заказ. Пожив в Лондоне, она развила свои творческие способности. С 1982 года она в течение года читала лекции в Школе визуальных искусств в Нью-Йорке; вернувшись в Лондон в 1984 году, начала работать в Central Saint Martins, что продлилось до 2011 года.
Работы Евы Гаргулинской находятся в коллекциях многих музеев и галерей, в том числе в Национальном музее женщин в искусстве в Вашингтоне и Национальной художественной галерее Zachęta в Варшаве. Самая большая коллекция её работ была собрана Артуром Саклером (1913—1987), отдельные копии принадлежат Джону Кьюсаку, Джереми Айронсу, Майклу Скотту и Вернону Эллису.
Ева Гаргулинска писала портреты в Нью-Йорке, создавала костюмы для театра Гейт в Дублине и афиши для Музея мадам Тюссо в Лондоне.